# Нови Кавказ
Нови Кавказ (грч. Νέος Καύκασος, Неос Кавкасос) је насеље у Грчкој у општини Лерин, периферија Западна Македонија. Према попису из 2021. било је 192 становника.
На попису из 1928. године Нови Кавказ је имао 604 становника, грчких избеглица са Кавказа.

## Становништво
| Година       | 1951 | 1961 | 1971 | 1981 | 1991 | 2001 | 2011 |
| ------------ | ---- | ---- | ---- | ---- | ---- | ---- | ---- |
| Становништво | 565  | 478  | 353  | 348  | 334  | 412  | 229  |